# Apamea fennica
Apamea fennica är en fjärilsart som beskrevs av Guth. 1932. Apamea fennica ingår i släktet Apamea och familjen nattflyn. Inga underarter finns listade i Catalogue of Life.